# پولچنیگو
پولچنیگو (به ایتالیایی: Polcenigo) یک کومونه در ایتالیا است که در استان پوردنونه واقع شده‌است. پولچنیگو ۴۹٫۲ کیلومتر مربع مساحت و ۳٬۲۰۵ نفر جمعیت دارد و ۴۲ متر بالاتر از سطح دریا واقع شده‌است.